# Lidija Łoginowa
Lidija Iwanowna Łoginowa (ros. Лидия Ивановна Логинова; ur. 27 lutego 1951 w Kazaniu) – rosyjska siatkarka, reprezentantka Związku Radzieckiego, złota medalistka igrzysk olimpijskich, mistrzostw Europy i uniwersjady.

## Życiorys
Łoginowa zadebiutowała w reprezentacji Związku Radzieckiego w 1975 roku. Wystąpiła na igrzyskach olimpijskich 1980 w Moskwie. Zagrała wówczas we wszystkich meczach turnieju, w tym w zwycięskim finale z NRD. Wraz z reprezentacją zdobyła brązowy medal mistrzostw świata w 1978 roku, wicemistrzostwo Europy w 1981 roku i mistrzostwo kontynentu w 1975 i 1979 roku. Karierę zakończyła w 1982 roku.
Przez całą swoją karierę Łoginowa była zawodniczką Urałoczki Swierdłowsk. Sześciokrotnie zdobyła mistrzostwo ZSRR w latach 1976 oraz 1978–1982. Dwukrotnie triumfowała w pucharze Europy mistrzyń krajowych w 1981 i 1982 roku.
Za osiągnięcia sportowe została w 1980 roku wyróżniona tytułem Zasłużonego Mistrza Sportu ZSRR. W tym samym roku odznaczona Orderem „Znak Honoru”.